# Naturbahnrodel-Weltmeisterschaft 2015
Die 20. FIL Naturbahnrodel-Weltmeisterschaft fand vom 15. bis 18. Januar 2015 auf der Naturrodelbahn in Sankt Sebastian in der Steiermark (Österreich) statt. Nach dem Training und der Eröffnungsfeier am 15. Januar fand am Freitag, den 16. Januar, der Doppelsitzerwettbewerb sowie der erste Wertungslauf im Herren-Einsitzer statt. Am Samstag, den 17. Januar, wurde der zweite und dritte Wertungslauf im Herren-Einsitzer sowie der erste Lauf im Damen-Einsitzer ausgetragen. Am Sonntag, den 18. Januar, wurde die Weltmeisterschaft mit dem zweiten und dritten Wertungslauf im Damen-Einsitzer beendet.

## Herren-Einsitzer
| Platz | Name                  | Zeit        |
| ----- | --------------------- | ----------- |
| 01    | Patrick Pigneter      | 3:35,88 min |
| 02    | Alex Gruber           | + 0,61 s    |
| 03    | Florian Breitenberger | + 1,05 s    |
| 04    | Thomas Kammerlander   | + 1,79 s    |
| 05    | Michael Scheikl       | + 1,90 s    |
| 06    | Florian Clara         | + 1,92 s    |
| 07    | Anton Blasbichler     | + 2,14 s    |
| 08    | Florian Glatzl        | + 3,96 s    |
| 09    | Stanislaw Kowschik    | + 4,17 s    |
| 10    | Bernd Neurauter       | + 5,19 s    |

Datum: 16. Januar (1. Wertungslauf) und 17. Januar (2. und 3. Wertungslauf)

## Damen-Einsitzer
| Platz | Name                   | Zeit        |
| ----- | ---------------------- | ----------- |
| 01    | Evelin Lanthaler       | 3:43,35 min |
| 02    | Jekaterina Lawrentjewa | + 0,73 s    |
| 03    | Greta Pinggera         | + 1,00 s    |
| 04    | Sara Bachmann          | + 4,33 s    |
| 05    | Tina Unterberger       | + 5,24 s    |
| 06    | Theresa Maurer         | + 5,44 s    |
| 07    | Christina Götschl      | + 5,99 s    |
| 08    | Swetlana Scharawina    | + 6,93 s    |
| 09    | Michaela Maurer        | + 7,04 s    |
| 10    | Michelle Diepold       | + 7,10 s    |

Datum: 17. Januar (1. Wertungslauf) und 18. Januar (2. und 3. Wertungslauf)

## Doppelsitzer
| Platz | Name                                        | Zeit        |
| ----- | ------------------------------------------- | ----------- |
| 01    | Patrick Pigneter – Florian Clara            | 2:29,53 min |
| 02    | Rupert Brüggler – Tobias Angerer            | + 02,96 s   |
| 03    | Pawel Porschnew – Iwan Lasarew              | + 03,04 s   |
| 04    | Christoph Regensburger – Dominik Holzknecht | + 03,33 s   |
| 05    | Alexander Jegorow – Pjotr Popow             | + 03,63 s   |
| 06    | Pawel Silin – Iwan Rodin                    | + 04,95 s   |
| 07    | Andrzej Laszczak – Damian Waniczek          | + 06,52 s   |
| 08    | Christoph Knauder – Thomas Knauder          | + 07,30 s   |
| 09    | Petar Sawow – Antoni Stoitschkow            | + 11,44 s   |
| 10    | Tadej Dragičevič – Petra Dragičevič         | + 12,88 s   |
| 11    | Christian Wichan – Oliver Schiller          | + 13,68 s   |
| 12    | Samuel Budd – Dex Unwin                     | + 24,41 s   |

Datum: 16. Januar